# Kolda (Département)

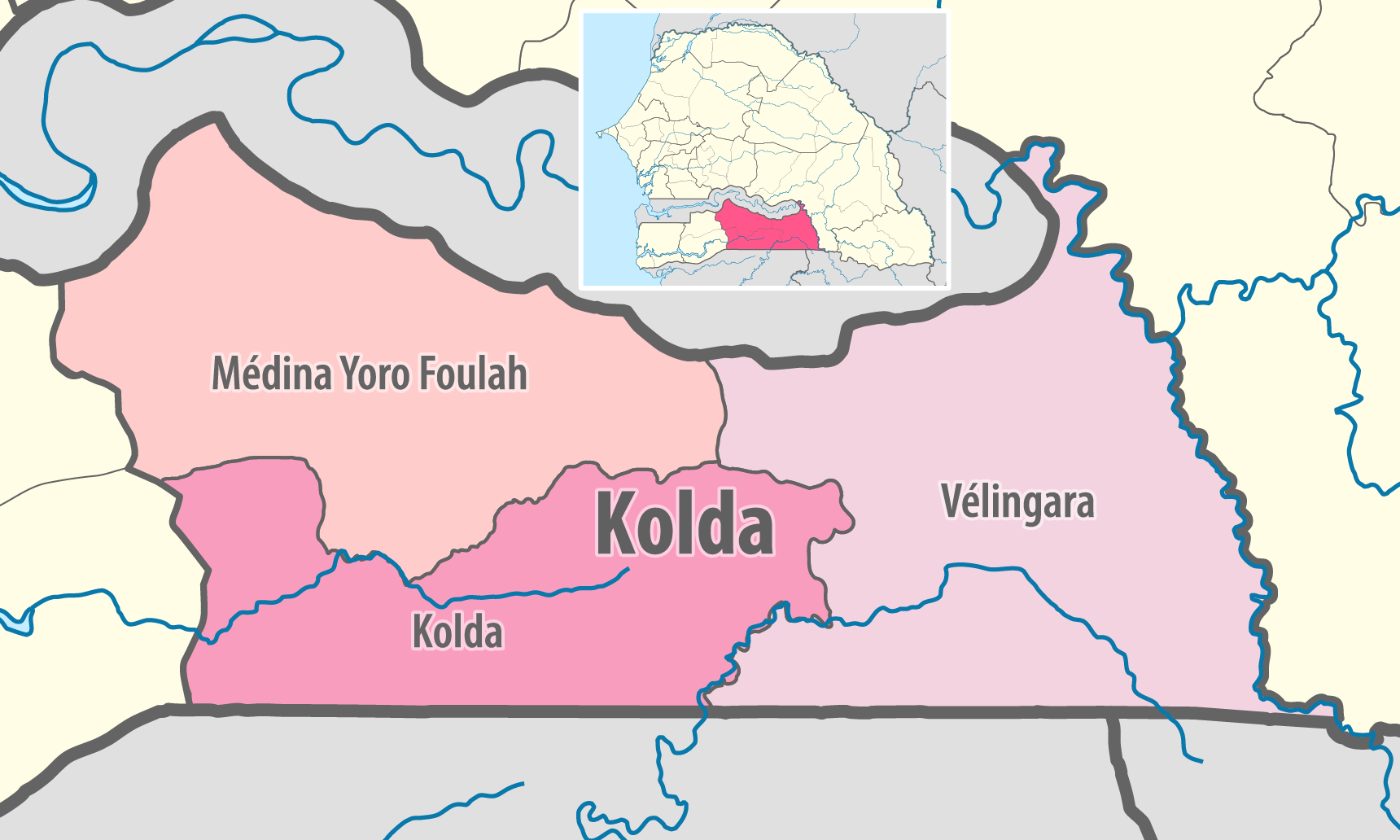
Département Kolda in der Region Kolda

Das Département Kolda mit der Hauptstadt Kolda ist eines von 45 Départements, in die der Senegal, und eines von drei Départements, in die die Region Kolda gegliedert ist. Es liegt im südlichen Senegal und ist im Osten der Casamance am oberen Casamance-Fluss und an der Grenze zu Guinea-Bissau zu finden.
Das Département hat eine Fläche von 3597 km² und gliedert sich wie folgt in Arrondissements, Kommunen (Communes) und Landgemeinden (Communautés rurales):
| Commune / Arrondissement | Communauté rurale | Einwohner 2013 |
| Kolda                    | —                 | 81 099         |
| Dabo                     | —                 | 6 069          |
| Salikégné                | —                 | 3 676          |
| Saré Yoba Diéga          | —                 | 3 552          |
| Dioulacolon              | Dioulacolon       | 20 751         |
| Dioulacolon              | Médina El Hadj    | 11 785         |
| Dioulacolon              | Tankanto Escale   | 15 256         |
| Dioulacolon              | Guiro Yéro Bocar  | 15 555         |
| Mampatim                 | Bagadadji         | 15 365         |
| Mampatim                 | Coumbacara        | 10 132         |
| Mampatim                 | Mampatim          | 15 400         |
| Mampatim                 | Dialambéré        | 13 302         |
| Mampatim                 | Médina Chérif     | 12 923         |
| Saré Bidji               | Saré Bidji        | 16 753         |
| Saré Bidji               | Thiétty           | 4 372          |
| Département              | —                 | 245 990        |